# Tarenna cinerea
Tarenna cinerea är en måreväxtart som beskrevs av William Grant Craib. Tarenna cinerea ingår i släktet Tarenna och familjen måreväxter.
Artens utbredningsområde är Thailand. Inga underarter finns listade i Catalogue of Life.